# Michalowskiya
Michalowskiya är ett släkte av insekter. Michalowskiya ingår i familjen dvärgstritar.
Kladogram enligt Catalogue of Life:
| Michalowskiya | \| \| Michalowskiya lutea \| \| \| \| \| \| Michalowskiya minuta \| \| \| \| \| \| Michalowskiya quadrispina \| \| \| \| \| \| Michalowskiya sikkimensis \| \| \| \| \| \| Michalowskiya sordida \| \| \| \| \| \| Michalowskiya taiwana \| \| \| \| \| \| Michalowskiya variabilis \| \| \| \| |
|               | \| \| Michalowskiya lutea \| \| \| \| \| \| Michalowskiya minuta \| \| \| \| \| \| Michalowskiya quadrispina \| \| \| \| \| \| Michalowskiya sikkimensis \| \| \| \| \| \| Michalowskiya sordida \| \| \| \| \| \| Michalowskiya taiwana \| \| \| \| \| \| Michalowskiya variabilis \| \| \| \| |
|               | Michalowskiya lutea |
|               | |
|               | Michalowskiya minuta |
|               | |
|               | Michalowskiya quadrispina |
|               | |
|               | Michalowskiya sikkimensis |
|               | |
|               | Michalowskiya sordida |
|               | |
|               | Michalowskiya taiwana |
|               | |
|               | Michalowskiya variabilis |
|               | |